# Hypotype nigridentata
Hypotype nigridentata là một loài bướm đêm trong họ Noctuidae.